# Droga wojewódzka 982
Die Droga wojewódzka 982 (DW982) ist eine 36 Kilometer lange Droga wojewódzka (Woiwodschaftsstraße) in den Woiwodschaften Karpatenvorland und Kleinpolen in Polen. Die Strecke in den Powiaten Mielecki und Dąbrowski verbindet die Landesstraße DK73 mit zwei weiteren Woiwodschaftsstraßen.
Die Straße verläuft südlich der Weichsel in nordöstlicher Richtung. Sie quert den Breń Stary, einen Nebenfluss der Wisłoka.

## Streckenverlauf
Woiwodschaft Kleinpolen, Powiat Dąbrowski
-  Szczucin (DK73)

Woiwodschaft Karpatenvorland, Powiat Mielecki
-  Otałęż
-  Sadkowa Góra (DW983)
-  Brücke über den Fluss Breń Stary
-  Unterführung (DW764)
-  Kąty (Gawłuszowice; DW764)